# ADS-B
ADS-B, (Automatic Dependent Surveillance - Broadcast, Automatico Dipendente Sorveglianza - Diffusione), è un mezzo attraverso il quale aeromobili, veicoli aeroportuali o altri oggetti, possono trasmettere automaticamente e/o ricevere dati quale identificazione, posizione e a seconda dei casi altre informazioni aggiuntive, in una modalità di diffusione via Datalink.

## Descrizione
L'ADS-B è una tecnica di sorveglianza che si affida ad aeromobili o veicoli aeroportuali che trasmettono la loro identità, posizione e altre informazioni derivate dai sistemi di bordo (p.e. GNSS). Questo segnale, può essere catturato per scopi di sorveglianza da stazioni a terra (ADS-B Out) o a bordo di altri aeromobili al fine di avere una consapevolezza del traffico aereo circostante, il suo distanziamento, la separazione ed eventualmente l'auto-separazione (ADS-B In).
L'ADS-B è automatico perché non è richiesto alcuno stimolo esterno, è dipendente perché si basa sui sistemi di bordo per fornire informazioni di sorveglianza ad altri soggetti. Infine, i dati vengono diffusi, la fonte originaria non sa chi riceverà i suoi dati e non c'è nessuna interrogazione o contratto biunivoco.
L'interoperabilità globale è assicurata a livello di applicazione e di sistema. Gli standard per ADS-B sono stati sviluppati congiuntamente dalle organizzazioni EUROCAE e RTCA. L'ICAO inoltre produce la documentazione pertinente. 

## Equipaggiamento aeronautico
La funzionalità ADS-B Out a bordo è abilitata da Transponder interfacciati con i relativi sistemi avionici (come GNSS, baro-altimetri ecc..). La trasmissione dei dati è automaticamente attivata quando il Transponder stesso è attivato.
Tra le principali tecnologie di trasmissione digitale attualmente esistenti le più diffuse sono:
- Mode S Extended Squitter, derivato dalla tecnologia dei Radar secondari e operante sulla frequenza di 1090 MHz e noto come 1090ES. È la più diffusa al mondo e garantisce l'interoperabilità globale;
- VDL, VHF Datalink;
- UAT, Universal Access Transceiver, utilizzato principalmente negli U.S.A..

La funzionalità ADS-B In richiede invece un ricevitore, un sistema di elaborazione e un'unità HMI (spesso chiamata Cockpit Display of Traffic Information - CDTI). 
L'uso operativo di ADS-B richiede la certificazione e l'approvazione operativa da parte delle autorità di regolamentazione. I documenti di certificazione pertinenti sono EASA AMC 20-24 per ADS-B in spazio aereo non radar o CS-ACNS per ADS-B out.

## Attrezzatura a terra
I dati ADS-B trasmessi dall'aeromobile o dai veicoli aeroportuali vengono ricevuti dalle stazioni ADS-B Ground. La portata massima di queste stazioni può superare le 250NM. La capacità di una stazione di ricevere il segnale è eventualmente limitata da ostacoli naturali come le montagne, oppure artificiali.
Nella maggior parte dei casi, l'output delle stazioni di terra ADS-B verrà inviato ai sistemi di elaborazione e distribuzione dei dati di sorveglianza dove vengono fusi con gli input di altri possibili sensori di sorveglianza (es. radar, Multilaterazione) per creare un'immagine della situazione del traffico per gli utenti.

## Dati ADS-B
I dati ADS-B trasmessi sono definiti negli standard e nei documenti di certificazione pertinenti. Includono tra gli altri quanto segue:

### Posizione orizzontale dell'aeromobile (latitudine e longitudine)
La sorgente del dato posizione, tipicamente il GNSS, è una componente essenziale dell'equipaggiamento richiesto per l'ADS-B e fornisce altri diversi elementi del messaggio diffuso come:
- Velocità dell'Aereo;
- Altitudine;
- Indicatori di qualità - Accuratezza (NACp, NACv), integrità (NIC, SIL) e assicurazione nel design (SDA)

Ci sono attualmente tre sorgenti di posizione in uso per l'ADS-B. Esse sono:
- GPS che si comporta come se la Selective Availability (SA) è ancora attiva (SA on);
- GPS che si comporta come se la Selective Availability (SA) fosse disattivata (SA aware);
- GPS fornito di tecnologia SBAS.

### Identificazione dell'aeromobile
- Indirizzo aereo univoco a 24 bit
- Identificazione dell'aeromobile
- Codice mode A (nel caso di CS ACNS per ADS-B Out)

### SPI (indicatore di posizione speciale)
Quando la funzione IDENT sul Mode S è selezionata.

## ADS-B In
La funzione ADS-B In, nota anche come ATSAW (Airborne Traffic Situational Awareness), abilita l'aereo a mostrare informazioni avanzate sul traffico circostante per incrementare la conoscenza del traffico aereo da parte dell'equipaggio. Ogni aereo equipaggiato con ADS-B Out trasmette automaticamente e continuamente i dati alle stazioni a terra del Controllo del Traffico Aereo e agli altri aerei. Il TCAS riceve e processa tali dati. La capacità di individuazione dell'ATSAW è limitata a tutti quegli aerei che sono all'interno di un raggio massimo di 30 NM su ogni lato e 100 NM longitudinalmente, e ad una quota di 9900 piedi sopra e sotto l'aereo stesso.
La funzione ATSAW mostra informazioni addizionali sul traffico comparata alle funzioni del TCAS.
La funzione ATSAW:
- Monitora e processa i messaggi ADS-B trasmessi dagli aerei circostanti;
- Mostra informazioni addizionali sul traffico circostante, comparata alla funzione del TCAS, come l'identificativo del volo, l'orientamento, la velocità e la categoria di turbolenza di scia dell'aereo circostante;
- Ma non fornisce nessun allarme. Per qualsiasi servizio di allerta collisione, l'equipaggio deve comunque fare riferimento al TCAS.